# Parvoscincus sisoni
Parvoscincus sisoni är en ödleart som beskrevs av  John W. Ferner BROWN och GREER 1997. Parvoscincus sisoni ingår i släktet Parvoscincus och familjen skinkar. IUCN kategoriserar arten globalt som sårbar. Inga underarter finns listade i Catalogue of Life.